# Исток (приток Дорогучи)
Исток — река в России, протекает в Воротынском районе Нижегородской области. Устье реки находится в 64 км по левому берегу реки Дорогуча. Длина реки составляет 12 км.
Река вытекает из небольшого безымянного лесного озера близ границы с Республикой Марий Эл. Течёт на юг по ненаселённому лесу, впадает в Дорогучу выше одноимённого посёлка.

## Данные водного реестра
По данным государственного водного реестра России относится к Верхневолжскому бассейновому округу, водохозяйственный участок реки — Волга от устья реки Ока до Чебоксарского гидроузла (Чебоксарское водохранилище), без рек Сура и Ветлуга, речной подбассейн реки — Волга от впадения Оки до Куйбышевского водохранилища (без бассейна Суры). Речной бассейн реки — (Верхняя) Волга до Куйбышевского водохранилища (без бассейна Оки).
Код объекта в государственном водном реестре — 08010400312110000040517.